# Gresham Park
Gresham Park är en ort (CDP) i DeKalb County, i delstaten Georgia, USA. Enligt United States Census Bureau har orten en folkmängd på 7 432 invånare (2010) och en landarea på 7,3 km².